# Cột cờ Lũng Cú
Cột cờ Lũng Cú là một cột cờ quốc gia nằm ở đỉnh Lũng Cú hay còn gọi là đỉnh núi Rồng (Long Sơn) có độ cao khoảng 1.470 m so với mực nước biển, thuộc xã Lũng Cú, tỉnh Tuyên Quang, Việt Nam.
Cột cờ Lũng Cú cách điểm cực Bắc Việt Nam khoảng 3,3 km theo đường chim bay. Từ trên đỉnh cột cờ nhìn xuống đất có 02 ao nước hai bên núi quanh năm không bao giờ cạn nước được gọi là mắt rồng, là nguồn nước cho người dân tộc hai bản sử dụng. Cột cờ cách huyện lỵ Đồng Văn (cũ) 24 km, cách phường Hà Giang 2, tỉnh Tuyên Quang, 154 km.
Cột cờ Lũng Cú có lịch sử lâu đời, trải qua nhiều lần phục dựng, tôn tạo. Cột cờ mới hình bát giác có độ cao trên 30m được khánh thành ngày 25 tháng 9 năm 2010.

## Lịch sử dựng cờ
Cột cờ Lũng Cú nằm trên đỉnh Lũng Cú có độ cao khoảng 1.470 m so với mực nước biển. Đây là một điểm nhỏ nằm cách cực bắc Việt Nam khoảng 3,3km theo đường chim bay. Nếu mô phỏng một cách tương đối hình dạng đường biên giới Việt Nam-Trung Quốc thành chóp nón thì hai điểm thấp nhất theo vĩ độ là A pa Chải, Điện Biên và Sa Vĩ, Móng Cái, còn Lũng Cú là đỉnh của chóp nón này cũng là điểm cao nhất của cực Bắc Việt Nam .
Cảnh quan dưới chân cột cờ là núi non trùng điệp xen kẽ bởi những khoảnh ruộng bậc thang tạo nên một vẻ đẹp rất hoang dã, đặc trưng của vùng Tuyên Quang - Cực Bắc địa đầu của Việt Nam .
Cột cờ Lũng Cú được xây dựng đầu tiên từ thời Lý Thường Kiệt và ban đầu chỉ làm bằng cây sa mộc . Cột được xây dựng lại từ thời Pháp thuộc, năm 1887. Những năm sau đó như 1992, 2000 và đặc biệt năm 2002 cột cờ tiếp tục được trùng tu hoặc xây dựng lại nhiều lần với kích thước, quy mô lớn dần theo thời gian, trong đó năm 2002 cột cờ được dựng với độ cao khoảng 20m, chân và bệ cột có hình lục lăng và dưới chân cột là 6 phù điêu họa tiết bề mặt trống đồng Đông Sơn. Trên đỉnh cột là cán cờ cao 9m cắm quốc kỳ Việt Nam có chiều dài 9m, chiều rộng 6m và tổng diện tích rộng 54m², tượng trưng cho 54 dân tộc cùng chung sống trên đất nước Việt Nam.

## Cột cờ hiện nay
Được sự đồng ý của Thủ tướng Chính phủ, Ủy ban Nhân dân tỉnh Hà Giang Cũ đã có văn bản chỉ đạo Ủy ban Nhân dân huyện Đồng Văn Cũ tiến hành tháo dỡ cột cờ Lũng Cú cũ và tiến hành trùng tu, tôn tạo và xây dựng mới. Theo thiết kế cột cờ mới được xây dựng với chiều cao 33,15m (hơn cột cờ cũ 10m) trong đó phần chân cột cao 20,25m, đường kính ngoài thân cột rộng 3,8m. Kiểu dáng bát giác của cột cờ khá gần với kiểu cột cờ Hà Nội. Chân, bệ cột cờ có 8 mặt phù điêu bằng đá xanh mô phỏng hoa văn mặt của trống đồng Đông Sơn và những họa tiết minh họa các giai đoạn qua từng thời kỳ lịch sử của đất nước, cũng như con người, tập quán của các dân tộc ở Tuyên Quang. Thân cột cờ có cầu thang bộ đi lên đỉnh. Trên đỉnh cột là quốc kỳ Việt Nam với cán cờ cao 12,9m và lá cờ, cũng tương tự như những lá cờ sử dụng trước đó, có diện tích 54m2.
Đường lên đỉnh núi có cột cờ cũng được xây dựng lại với 839 bậc đá lên theo lối cũ và đồng thời xây một lối đi mới cũng có số lượng bậc là 839 đi xuống. Dưới chân cột là nhà lưu niệm trưng bày các dụng cụ lao động, trang phục, sản phẩm văn hóa của các dân tộc Hà Giang.
Với khoảng 20,8 tỷ đồng trong đó vốn ngân sách Nhà nước 3 tỷ đồng, vốn tài trợ của Ngân hàng Thương mại Cổ phần Công thương Việt Nam 15 tỷ đồng và Công ty Cổ phần Đầu tư Hạ tầng Kinh doanh đô thị Hà Nội 6,9 tỷ đồng, cột cờ mới đã được xây dựng trong 7 tháng, và khánh thành vào ngày 25 tháng 9 năm 2010. Vào thời điểm khánh thành cột cờ, lá cờ trên đỉnh cột được lắp trong cán cờ làm bằng nguyên một thân cây gỗ pơ mu cao gần 13m.
Trong lễ khánh thành cột cờ mới, Cựu Bí thư Tỉnh ủy Hà Giang Cũ Hoàng Minh Nhất phát biểu: "việc trùng tu, nâng cấp cột cờ Lũng Cú lần này nhằm khẳng định vị thế của đất nước, chủ quyền của Tổ quốc và tôn vinh tinh thần yêu nước, anh dũng bảo vệ từng tấc đất thiêng liêng của Tổ quốc của đồng bào, chiến sĩ nơi đây." 
Ngày 08-03-2010 cột cờ quốc gia Lũng Cú đã được khởi công nâng cấp lại và đến ngày 02-09-2010 đã hoàn thành; hiện nay cán cờ được làm bằng inox.

## Trạm bảo vệ cờ Lũng Cú

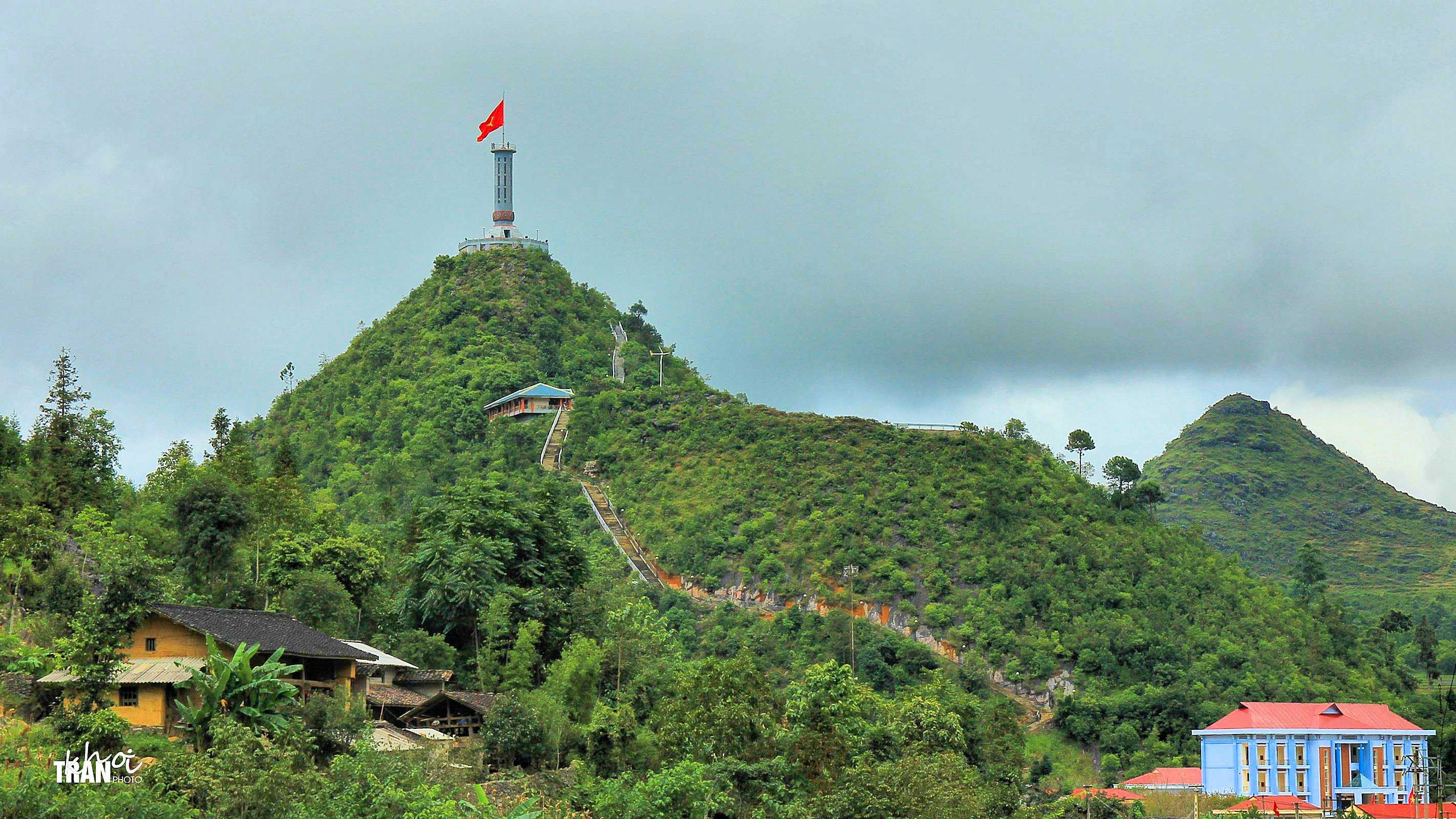

Đồn biên phòng Lũng Cú nằm dưới chân núi, cách cột cờ 330 m, có nhiệm vụ chính bảo vệ 25,5 km đường biên giới Lũng Cú giáp Trung Quốc. Tương truyền tại địa điểm dựng đồn biên phòng này, từ thời Tây Sơn sau khi đại thắng quân xâm lược phương Bắc, hoàng đế Quang Trung đã cho đặt một chiếc trống đồng rất lớn và cứ mỗi canh giờ trống lại được gióng lên ba hồi vang xa như để khẳng định chủ quyền đất nước. Chính vì thế, Lũng Cú khi đọc chệch âm sang âm tiếng H'Mông là Long Cổ, tức trống của vua, và người H'Mông tại nơi đây hầu như đều biết đánh trống đồng. Rất có thể cũng vì một trong những lý do nói trên mà nhà nước Việt Nam khi xây dựng cột cờ đã đặt phù điêu trống đồng Đông Sơn dưới chân cột.
Hiện nay tại đồn biên phòng Lũng Cú có một trạm chuyên làm nhiệm vụ bảo vệ lá cờ trên Cột cờ Lũng Cú này và hầu như cứ khoảng 1 tuần hoặc lâu nhất là 10 ngày cờ lại phải được thay mới, do sức gió trên đỉnh Lũng Cú rất mạnh khiến cờ dễ hư hỏng. Theo cán bộ của trạm, lúc nào trong trạm cũng có hàng chục lá cờ lớn cỡ 54m² để dự phòng.